# Radio 24 (Suisse)
Pour les articles homonymes, voir Radio 24.
Radio 24 est la plus grande et la plus ancienne station de radio privée de Suisse. Ses studios de diffusion sont situés à Zurich. Depuis 2018, CH Media, une entreprise commune de NZZ-Regionalmedien et AZ Medien, est le propriétaire de Radio 24.
Lorsque la station est entrée en service en novembre 1979, elle émettait depuis Pizzo Groppera en Italie, à environ 5 km de la frontière Suisse et 130 km de Zurich, avec la plus puissante station VHF privée du monde à l'époque, jusque dans la région de Zurich; la loi de l'époque ne prévoyait pas l'exploitation de stations de radio privées en Suisse. Le studio de diffusion était situé dans une maison détachée à Cernobbio, dans la province de Côme, en Italie.
Les autorités suisses ont tenté par tous les moyens de persuader l'État italien de fermer ce qu'ils considéraient comme une station de radio pirate, ce qui était légal selon le droit italien. Dans l'agglomération zurichoise, un mouvement populaire et traversant toutes les couches sociales a fait campagne pour une radio libre en Suisse. En signe de solidarité, de nombreux auditeurs attachaient une bande de tissu blanc à l'antenne de la voiture. Des manifestations de masse ont été organisées à plusieurs reprises pour Radio 24 à Zurich.